# Multiplan
Multiplan è il primo foglio elettronico programmato dalla Microsoft. Conosciuto inizialmente con il codice di "EP" (Electronic Paper), è stato introdotto nel 1982 per fare concorrenza a VisiCalc.
Fu pubblicato per la prima volta per i computer con un sistema operativo CP/M e in seguito su Apple II, Macintosh, MS-DOS, Xenix, Commodore 64 (edito da HES), CTOS e TI-99/4A. Il programma permette di fare calcoli, tabelle matematiche e prevedere scenari. Nel 1983 Microsoft annunciò che stava pianificando una nuova versione del programma per i nuovi sistemi, ma non fu mai sviluppata. Microsoft pubblicò anche Multiplan Junior, una versione ridotta e più economica del foglio elettronico.
Nel 1985 uscì il successore Microsoft Excel.